# Gov.uk
gov.uk（サイト上ではGOV.UKと表記される）は、イギリスの政府デジタルサービス（英語: Government Digital Service）がイギリス政府サービスへの単一のアクセスポイントを提供するために開発した、公共部門の情報ウェブサイトである。サイトは2021年1月31日にAlphagovプロジェクトの後継としてベータ版として公開された。ウェブサイトは、Transportフォントの修正デジタル版であるNew Transportと呼ばれるフォントを使用している。2021年10月17日、DirectgovとオンラインサービスのBusiness Linkと正式に置き換えられた。
2014年までに、数百ある政府の部門と公共団体の個別のウェブサイトを置き換えることが計画された。2013年5月1日までに24のすべての省庁のウェブサイトと28のその他の組織のウェブサイトがgov.ukにリダイレクトされるようになった。

## 歴史
2012年11月15日、最初の省庁と他の組織がgov.ukの政府のセクションに移動した。2012年12月12日、さらに3つの省庁が移行され、省庁の合計は24のうち6になった。2013年5月1日までに、すべての大臣部門がgov.ukに移管された。
2013年4月16日、gov.ukはDesign MuseumアワードでDesign of the Year 2013を受賞した。また、政府デジタルサービスは、その成果により、D&ADの「Black Pencil」アワードも受賞した。2019年には、ステップバイステップのデジタルデザインパターンにより、D&ADの「Wood Pencil」アワードも受賞した。